# 柯尼希斯多夫 (布尔根兰州)
柯尼希斯多夫（德語：Königsdorf）是奥地利布尔根兰州延纳斯多夫县的一个市镇。总面积15.67平方公里，总人口757人，人口密度48.3人/平方公里（2001年）。